# GP Denain 2019
De 61e editie van de wielerwedstrijd GP Denain werd gehouden op 24 maart 2019. De start en finish vonden plaats in Denain. De wedstrijd maakte deel uit van de UCI Europe Tour 2019, in de categorie 1.HC.

## Uitslag
| GP Denain 2019 (198 km) |                      |                                     |          |
| Plaats                  | Naam                 | Ploeg                               | tijd     |
| Winnaar                 | Mathieu van der Poel | Corendon-Circus                     | 4u21'39" |
| 2                       | Marc Sarreau         | Groupama-FDJ                        | +3"      |
| 3                       | Timothy Dupont       | Wanty-Groupe Gobert                 | z.t.     |
| 4                       | Matteo Moschetti     | Trek-Segafredo                      | z.t.     |
| 5                       | Emiel Vermeulen      | Natura4Ever-Roubaix Lille Métropole | z.t.     |
| 6                       | Justin Jules         | Wallonie Bruxelles                  | z.t.     |
| 7                       | Pierre Barbier       | Natura4Ever-Roubaix Lille Métropole | z.t.     |
| 8                       | Bram Welten          | Arkéa Samsic                        | z.t.     |
| 9                       | Samuel Dumoulin      | AG2R La Mondiale                    | z.t.     |
| 10                      | Romain Cardis        | Direct Energie                      | z.t.     |

1959 · 1960 · 1961 · 1962 · 1963 · 1964 · 1965 · 1966 · 1967 · 1968 · 1969 · 1970 · 1971 · 1972 · 1973 · 1974 · 1975 · 1976 · 1977 · 1978 · 1979 · 1980 · 1981 · 1982 · 1983 · 1984 · 1985 · 1986 · 1987 · 1988 · 1989 · 1990 · 1991 · 1992 · 1993 · 1994 · 1995 · 1996 · 1997 · 1998 · 1999 · 2000 · 2001 · 2002 · 2003 · 2004 · 2005 · 2006 · 2007 · 2008 · 2009 · 2010 · 2011 · 2012 · 2013 · 2014 · 2015 · 2016 · 2017 · 2018 · 2019 · 2020 · 2021 · 2022 · 2023 · 2024 · 2025